# Läsion
Als eine Läsion (lateinisch laesio ‚Verletzung‘) wird eine Schädigung, Verletzung oder Störung einer anatomischen Struktur oder physiologischen Funktion bezeichnet.
Verletzung im eigentlichen Sinne ist jede von außen einwirkende Verwundung der körperlichen Integrität, also ein Trauma (etwa als Folge eines Unfalls). Treten dabei mehrfache Schäden auf, wird auch von einer Mehrfachverletzung oder, bei einer lebensbedrohlichen Mehrfachverletzung, einem Polytrauma gesprochen.
Als Läsionen werden bei Hauterkrankungen auch die unterschiedlichen Erscheinungsbilder an der Haut bezeichnet: Bläschen (Vesicula), Blasen (Bullae), Krusten (Crustae), Papeln (Papulae), Knötchen (Noduli), Geschwüre (Ulcera) (siehe auch Primäreffloreszenzen). Die Ärzte sprechen in diesen Fällen von vesikulösen, bullösen, verkrustenden oder verkrusteten, papulären, nodulären oder ulzerierten Läsionen, die Charakteristika jeweils unterschiedlicher Erkrankungen sind oder sein können.
In der medizinischen Bildgebung (Radiologie) werden Bezirke mit verändertem Signalverhalten als Läsionen zusammengefasst, oder weil ihre Herkunft (Entzündung, Parasit, Tumor, Verletzung, Abnutzung …) noch nicht bekannt ist. Die Richtung der Signaländerung wird entsprechend der abgebildeten physikalischen Eigenschaft des Gewebes meist mit den Vorsilben hypo- ‚weniger‘ oder hyper- ‚mehr‘ angegeben:
- in der Magnetresonanztomographie: hypointens, hyperintens;
- in der Nuklearmedizin: ebenso, für hypointens auch „photopenisch“, oder umgangssprachlich „kalt“ und „heiß“;
- bei Röntgenuntersuchungen: hypodens (auch „Aufhellung“ genannt) oder hyperdens („Verschattung“);
- bei Ultraschalluntersuchungen: reduzierte oder erhöhte Echogenität.

## Functio laesa
Die Functio laesa, die gestörte Funktion, ist nach Celsus und Galen eines der fünf charakteristischen Merkmale einer Entzündung sowie das Leitsymptom eines Knochenbruchs.

## Läsur
Die Läsur (wohl eine Wortverschmelzung der beiden Begriffe Läsion und Blessur) ist ein kleinerer Schaden, eine kleinere Beschädigung, auch von Sachen.